# Taylor Hanson
Taylor Hanson, nato Jordan Taylor Hanson (Tulsa, 14 marzo 1983), è un cantante e musicista statunitense.

## Biografia
Secondo di sette figli, forma nel 1992 una band musicale con i fratelli Isaac e Zac, gli Hanson, di cui lui è il lead singer. Dopo due album in studio autoprodotti (Boomerang del 1995 ed Mmmbop del 1996), nel maggio 1997 esce il primo album prodotto da una grande casa discografica, intitolato Middle Of Nowhere. Con la hit MMMBop da esso estratta, numero uno nella Billboard Hot 100 chart, ha inizio la loro carriera musicale a livello internazionale.

### Carriera musicale
Dopo la pubblicazione di altri 5 album (inclusi live, raccolte ed album studios) il gruppo decide di staccarsi da una major e fondare una propria etichetta indipendente, la 3CarGarage Records, con la quale pubblicherà i successivi lavori, tra cui gli album studios Underneath (2004), The Walk (2007) e Shout It Out nel 2010.
Taylor fa parte anche del progetto "Tinted Windows", supergruppo fondato dal chitarrista James Iha (ex Smashing Pumpkins ed A Perfect Circle), il batterista Bun E. Carlos (Cheap Trick) ed il bassista Adam Schlesinger (Fountains of Wayne). Dall'omonimo album è stata estratta la canzone Kind Of A Girl.

### Vita privata
L'8 giugno 2002, dopo un fidanzamento di due anni, Taylor sposa Natalie Anne Bryant, nella Ida Cason Chapel a Pine Mountain, Georgia. Dal matrimonio nascono sette figli: Jordan Ezra (31 ottobre 2002), Penelope Anne (19 aprile 2005), River Samuel (4 settembre 2006), Viggo Moriah (9 dicembre 2008) , Wilhelmina Jane (2 ottobre 2012), Claude Indiana (26 dicembre 2018) e Maybellene Alma Joy (7 dicembre 2020).

## Formazione
- Taylor Hanson - pianoforte e tastiere, chitarra elettrica ed acustica, batteria e percussioni, voce e cori